# Cerastium vagans var. ciliatum
Cerastium vagans subsp. ciliatum é uma variedade de planta com flor pertencente à família Caryophyllaceae. 
A autoridade científica da variedade é Tutin & Warb..

## Portugal
Trata-se de uma variedade presente no território português, nomeadamente no Arquipélago dos Açores.
Em termos de naturalidade é endémica da região atrás referida.

## Protecção
Não se encontra protegida por legislação portuguesa ou da Comunidade Europeia.